# Yellow (EP)
Yellow är den svenska artisten Nova Millers debut-EP. Den släpptes den 1 juni 2018 på BMG Scandinavia och 21:12 Entertainment Group.

## Bakgrund
Att titeln heter Yellow kommer sig av att gult är Millers älsklingsfärg och att temat ska vara glatt i en kontrast där motsvarande artister i hennes ålder brukar sjunga om sex och droger. EP:n började skrivas när Miller var i tolvårsåldern efter att hon fått kritik för sin unga ålder i musikbranschen samt att hon varit utsatt för mobbning i skolan och sociala medier.  Ledsinglen Turn Up the Fire som släpptes den 26 januari 2018 är Millers mest visade musikvideo med över 11 miljoner visningar på YouTube. Inspirationskällor för EP:n är Bruno Mars, Christina Aguilera och Michael Jackson.

## Låtlista
- Turn Up the Fire
- Talkin’ Talkin’
- Patterns
- Plastic
- Anything for U